# Municipio de Eugene (Indiana)
El municipio de Eugene (en inglés: Eugene Township) es un municipio ubicado en el condado de Vermillion en el estado estadounidense de Indiana. En el año 2010 tenía una población de 2025 habitantes y una densidad poblacional de 22,12 personas por km².

## Geografía
El municipio de Eugene se encuentra ubicado en las coordenadas 39°57′28″N 87°29′12″O / 39.95778, -87.48667. Según la Oficina del Censo de los Estados Unidos, el municipio tiene una superficie total de 91.54 km², de la cual 90.48 km² corresponden a tierra firme y (1.17%) 1.07 km² es agua.

## Demografía
Según el censo de 2010, había 2025 personas residiendo en el municipio de Eugene. La densidad de población era de 22,12 hab./km². De los 2025 habitantes, el municipio de Eugene estaba compuesto por el 98.27% blancos, el 0.15% eran afroamericanos, el 0.44% eran amerindios, el 0.15% eran asiáticos, el 0.05% eran isleños del Pacífico, el 0.15% eran de otras razas y el 0.79% pertenecían a dos o más razas. Del total de la población el 0.3% eran hispanos o latinos de cualquier raza.